# チョコレートコスモス
チョコレートコスモス（学名：Cosmos atrosanguineus）は、キク科コスモス属の多年草。
高さは40 - 50cmになる。8月から10月にかけて黒紫色の一重咲きの花を付け、チョコレートのような香りがするのが特徴。
原産地はメキシコ。1902年から栽培が始まり、日本には大正時代に渡来した。
浜名湖花博で取り上げられるなど、近年になって栽培が広まりつつあるが、半耐寒性があるとはいえ日本の寒さには弱い。
近年になって、キバナコスモスとの交配種｢ストロベリーチョコレート｣が開発された。